# Gnamptogenys acuminata
Gnamptogenys acuminata es una especie de hormiga del género Gnamptogenys, categorizada en la tribu Ectatommini, de la subfamilia Ectatomminae. Fue descrita por Emery en 1896.

## Distribución
Se distribuye por Bolivia, Brasil, Colombia, Ecuador, Guayana Francesa, Guyana, Panamá, Perú, Surinam y Venezuela.

## Hábitat
Habita en la madera podrida y sobre la basura. Se ha encontrado a elevaciones de 250-1000 m s. n. m.